# Никольский сельский совет (Херсонская область)
Никольский сельский совет (укр. Микільська сільська рада) — входит в состав
Белозёрского района
Херсонской области
Украины.
Административный центр сельского совета находится в 
с. Никольское
.

## История
- 1915 — дата образования.

## Населённые пункты совета
- с. Никольское
- с. Понятовка